# Агеєв Віктор Іванович (ватерполіст)
Агеєв Віктор Іванович (29 квітня 1936 — 30 січня 2023) — російський ватерполіст.
Срібний призер Олімпійських Ігор 1960 року, бронзовий призер 1956, 1964 років.
Срібний призер Чемпіонату Європи з водного поло 1962 року, бронзовий призер 1958 року.